# Ants Piip
Ants Piip (Tuhalaane, Estonia, 28 de febrero de 1884 - campo de Nyrobsky, Unión Soviética, 1 de octubre de 1942) fue un político, abogado y diplomático estonio que fue Anciano del Estado de Estonia de diciembre de 1920 a enero de 1921 y primer ministro de octubre a diciembre de 1920. Piip jugó un papel clave en la internacionalización de las aspiraciones independentistas de Estonia durante la Conferencia de Paz de París tras la Primera Guerra Mundial.

## Biografía

### Primeros años y educación
Hijo de un pequeño agricultor independiente, Piip cursó sus exámenes de bachillerato en el Instituto Estatal de Kuressaare y estudió en el Seminario de Magisterio de Goldingen (hoy Kuldīga, Letonia). Entre 1903 y 1905, fue secretario parroquial y maestro de escuela en Alūksne. También fue profesor en la Escuela Parroquial Ortodoxa Oriental Emperador Nicolás de Kuressaare entre 1905 y 1906, en la Escuela de Marina de Kuressaare entre 1906 y 1912, y en la Escuela Mercantil Janson de San Petersburgo entre 1913 y 1915. Estudió derecho en la Universidad Estatal de San Petersburgo entre 1908 y 1913 y recibió una beca científica de la misma universidad entre 1913 y 1916. Durante ese tiempo, trabajó en los Ministerios de Justicia e Interior de Rusia. Piip realizó cursos adicionales en la Universidad de Berlín en 1912.

### Estonia independiente
Piip fue miembro de la Asamblea Provincial de Estonia, y posteriormente miembro de la Asamblea Constituyente, y después de eso, del Riigikogu. Con la proclamación de la independencia de Estonia en 1918, Piip fue nombrado embajador en Reino Unido. Desempeñó un papel importante a la hora de persuadir al gobierno de Londres para que proporcionara apoyo militar al gobierno burgués estonio en la guerra de Independencia de Estonia contra la Rusia soviética. Piip fue co-signatario del tratado de paz de Tartu el 2 de febrero de 1920 y fue miembro de la delegación de Estonia en la Conferencia de Paz de París de 1919/20.   
Piip también miembro del primer período legislativo del Riigikogu de 1920 a 1923. En los años 1920-1921, mientras que era Anciano de Estado, Piip también fue ministro de Guerra. Ocupó el cargo de ministro de Asuntos Exteriores cinco veces, también fue en 1923-1925 el embajador de Estonia a los Estados Unidos de América. Durante 1938-1940, Piip también fue miembro del Riigivolikogu (primera cámara del Riigikogu).  

De 1932 a 1940 fue miembro de la Sociedad Jurídica Académica y de 1929 a 1940 fue presidente de la Unión Paneuropea de Estonia. En 1934, Ants Piip en Riga destacó la importancia de la cooperación regional para preservar la independencia del Báltico:
La ley de la historia es la siguiente: si las naciones que habitan las orillas del mar Báltico no son capaces de crear entre sí una organización más fuerte, están condenadas inevitablemente a someterse a una potencia europea más fuerte del período respectivo.

### Exilio y muerte
Después de la ocupación soviética de Estonia, Ants Piip fue arrestado por el NKVD el 30 de junio de 1941. Murió en el otoño de 1942 en un campo de prisioneros soviético en el óblast de Molotov.

## Premios y galardones
- Cruz de la Libertad (1920).
- Orden de las Tres Estrellas, Letonia (1926).
- Orden de la Cruz Roja Estonia (1932).
- Orden de la Cruz del Águila (1934).
- Orden de la Estrella Blanca (1940).